# Jean Chastanié
Jean Chastanié (An Oriant, Morbihan, 24 de juliol de 1875 – París, 14 d'abril de 1948) va ser atleta francès, que va córrer a primers del segle XX i que va prendre part en els Jocs Olímpics de París el 1900.
Especialista en curses de mig fons i obstacles, va disputar tres proves als Jocs Olímpics del 1900. En la prova dels 5000 metres per equips, formant part de l'equip nacional francès junt a Henri Deloge, André Castanet, Michel Champoudry i Gaston Ragueneau, guanyà la medalla de plata rere l'equip mixt. En els 2500 metres obstacles guanyà la medalla de bronze, en quedar rere George Orton i Sidney Robinson. La tercera prova que disputà fou la dels 4000 metres obstacles, en què finalitzà en quarta posició.